# ناوی راوات
ناوی راوات (انگلیسی: Navi Rawat؛ زادهٔ ۵ ژوئن ۱۹۷۷) یک هنرپیشه اهل ایالات متحده آمریکا است.

## گزیدهٔ فیلم‌شناسی

### سینما
- کولکشن (۲۰۱۲)
- خانه‌ای از شن و مه (۲۰۰۳)

### تلویزیون
- آناتومی گری (۲۰۱۲)
- مهره سوخته (۲۰۱۰)
- فلش فوروارد (۲۰۰۹)
- آنجل (۲۰۰۴)
- ۲۴ (۲۰۰۲)